# Jürgen Schneider (físic)
|  | Aquest article tracta sobre el físic i professor universitari alemany. Vegeu-ne altres significats a «Jürgen Schneider». |

Jürgen Schneider (Berlín, 25 de novembre de 1931 - Friburg de Brisgòvia, 26 de març de 2012) fou un físic i professor universitari alemany, inventor del díode emissor de llum blanca (LED blanc) el 1995.
Schneider va deixar la seua ciutat natal, Berlín, durant la Segona Guerra Mundial a causa dels bombardejos que hi va haver, i va assistir a l'escola humanística de l'internat Birklehof, a Hinterzarten (Selva Negra), on va fer els estudis secundaris. Des del 1951 va estudiar física en la Universitat de Friburg de Brisgòvia, i el 1957 va seguir estudis de postgrau als Estats Units, en la Universitat de Carolina del Nord, on es va familiaritzar amb el camp de l'espectroscòpia de microones, que aleshores encara era desconegut a Alemanya. Durant uns pocs anys va alternar estades a Nord-amèrica i a Alemanya, però prompte va decidir romandre a Friburg com a cap del departament d'investigació de materials de l'Institut de Física de l'Estat Sòlid Aplicada del Fraunhofer-Gesellschaft, en el qual va treballar fins a la seua jubilació el 1996.
Va ser pocs mesos abans de jubilar-se que va crear, junt amb els seus col·laboradors Peter Schlotter i Ralf Schmidt, el seu invent més important. Feia temps que s'havien inventat els díodes rojos i verds quan, el 1993, Shuji Nakamura inventà el LED blau, i això va fer possible que Nichia aconseguís, el 1995, l'emissió de llum blanca per barreja additiva dels tres colors bàsics roig/verd/blau (RGB) mitjançant tres díodes monocromàtics en una càpsula comuna. El mateix any, Schneider i el seu equip van proposar una altra manera de generar llum blanca, consistent a combinar l'emissió d'un díode blau amb la fluorescència groga d'un recobriment de fòsfor dopat de ceri. A diferència del procediment RGB, excessivament car i d'una intensitat lumínica massa baixa per a un ús extensiu en il·luminació, el LED blanc de Schneider presentava uns avantatges significatius en aquest camp, com són el baix cost, la intensitat lumínica i el considerable estalvi energètic.